# Abas (fils de Poséidon)
Pour les articles homonymes, voir Abas.
Dans la mythologie grecque, Abas (en grec ancien Ἄβας) est un roi d'Eubée, Thrace de naissance.
Plus ancien héros portant le nom d'Abas, il est l'éponyme du peuple eubéen des Abantides, mentionné dans l'Iliade. Il est le fils de Poséidon et de la nymphe Aréthuse.
Une autre tradition athénienne, plus récente, en fait le fils de Chalcon et donc un descendant de Métion, fils d'Érechthée.
Abas est le père de Chalcodon et de Canéthos.